# Slobozia-Medveja, Briceni
Slobozia-Medveja este un sat din cadrul comunei Medveja din raionul Briceni, Republica Moldova.

## Demografie
Componența națională a localității Slobozia-Medveja
     Ucraineană (92%)
     Română (6%)
     Rusă (2%)
Conform recensământului populației din 2004, în satul Slobozia-Medveja locuiau 51 de persoane: 47 de ucraineni, 3 moldoveni/români și 1 rus.